# Valsa Brasileira
Valsa Brasileira é o décimo segundo álbum da cantora e compositora brasileira Zizi Possi, lançado em 1993 pela gravadora Velas.
O álbum aprofunda a guinada criativa ocorrida em sua carreira dois anos antes, apresentando uma sonoridade mais minimalista e menos comercial.
Para promovê-lo, foi feita uma turnê que passou por algumas cidades brasileiras, dirigida por seu irmão, o diretor de teatro José Possi Neto. O roteiro começa e termina exatamente como no disco, com a canção "Meditação", de Gilberto Gil e incluía quatro canções de seu antecessor, Sobre Todas as Coisas: "A Paz", "Corsários", "Sobre Todas as Coisas" e "Eu Te Amo".
O clima erudito do trabalho anteriormente mencionado foi mantido na turnê, bem como o trio que compunha a banda: Jether Garotti (sopros e teclados), Benjamin Taubkin (piano) e Guello (percussão).
Um dos shows de São Paulo foi gravado para um especial dentro do programa Por Acaso, da Rede Bandeirantes, que foi transmitido em outubro de 1995. O espetáculo foi intercalado com uma entrevista exclusiva com a cantora, na qual ela falava sobre o disco e sua carreira.
Comercialmente, obteve sucesso. Três anos após o seu lançamento, em 1996, atingiu mais de setenta mil cópias vendidas no Brasil.

## Lista de faixas
- Créditos adaptados do CD Valsa Brasileira, de 1993.[7][8]

### Lado A
| N.º | Título                             | Compositor(es)                                                                      | Duração |  |
| 1.  | "Meditação / Modinha / Coda"       | Gilberto Gil / Tom Jobim, Vinícius de Moraes / Jether, Benjamim, Guello, Zizi Possi | 5:05    |  |
| 2.  | "Lamentos"                         | Vinícius de Moraes, Pixinguinha                                                     | 2:35    |  |
| 3.  | "Uirapuru"                         | Waldemar Henrique                                                                   | 2:43    |  |
| 4.  | "Escurinha"                        | Arnaldo Passos, Geraldo Pereira                                                     | 2:46    |  |
| 5.  | "Escurinho / O Samba e o Pandeiro" | Geraldo Pereira / Ivo Martins, Jackson do Pandeiro                                  | 2:22    |  |
| 6.  | "Se Queres Saber"                  | Peter Pan                                                                           | 3:17    |  |
| 7.  | "Valsa Brasileira"                 | Chico Buarque, Edu Lobo                                                             | 3:14    |  |
| 8.  | "Bom Dia"                          | Paulo Freire, Swami Jr.                                                             | 3:18    |  |
| 9.  | "Tanta Saudade"                    | Chico Buarque, Djavan                                                               | 3:44    |  |
| 10. | "Viver, Amar, Valeu"               | Gonzaguinha                                                                         | 3:50    |  |
| 11. | "Quem é Você"                      | Lyle Mays, Luiz Avellar                                                             | 4:13    |  |
| 12. | "Renascer / Meditação"             | Saen Saint, Altay Veloso / Gilberto Gil                                             | 5:16    |  |